# Marcelino Antonio Maralit
Marcelino Antonio Malabanan Maralit (ur. 18 maja 1969 w Manili) – filipiński duchowny katolicki, w latach 2015–2024 biskup Boac, biskup San Pablo (nominat).

## Życiorys

### Prezbiterat
Święcenia kapłańskie otrzymał 13 marca 1995 i został inkardynowany do archidiecezji Lipa. Pracował przede wszystkim w archidiecezjalnym seminarium. W latach 2003–2009 był wicerektorem jego części teologicznej, a w latach 2009–2013 jej rektorem. W 2013 mianowany proboszczem w Alitatag.

### Episkopat
31 grudnia 2014 został mianowany biskupem ordynariuszem diecezji Boac. Sakry biskupiej udzielił mu 13 marca 2015 emerytowany metropolita Manili - kardynał Gaudencio Rosales.
21 września 2024 papież Franciszek mianował go biskupem diecezjalnym San Pablo.